# Спициро (Павија)
Спициро је насеље у Италији у округу Павија, региону Ломбардија.
Према процени из 2011. у насељу је живело 27 становника. Насеље се налази на надморској висини од 299 м.